# Leafvein Gulch
Leafvein Gulch (englisch für Blattaderschlucht) ist eine 800 lange Schlucht im Nordosten von Vindication Island im Archipel der Südlichen Sandwichinseln. Ihr unterer Abschnitt liegt südwestlich des Braces Point. 
Das UK Antarctic Place-Names Committee benannte sie 1971 nach den durch sie verlaufenden Schmelzwasserrinnen, die an Blattadern erinnern.